# James Hoban
James Hoban  (Desart, 11 de junho de 1758 – Washington D.C., 8 de dezembro de 1831) foi um arquiteto irlandês ativo nos Estados Unidos, mais conhecido por ser o autor do projeto original da Casa Branca.

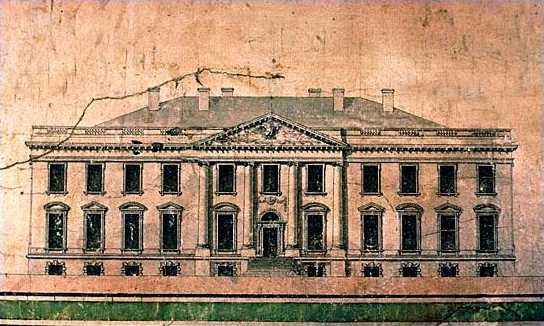
Projeto original da Casa Branca

Começou como aprendiz de carpinteiro e depois estudou arquitetura na Royal Dublin Society. Mudou-se para a América em 1781 e estabeleceu-se como arquiteto em Filadélfia. Em 1792 estava na Carolina do Sul onde ergueu várias construções, incluindo o prédio do governo do estado. No mesmo ano venceu o concurso para o projeto da Casa Branca. Também foi um dos arquitetos do Capitólio dos Estados Unidos, colaborando com William Thornton.